# گورگن دالیبالتایان
گورگن دالیبالتایان (ارمنی: Գուրգեն Դալիբալթայան؛ ۵ ژوئن ۱۹۲۶ – ۱ سپتامبر ۲۰۱۵) یک فرد نظامی اهل ارمنستان بود. وی رئیس ستاد مشترک نیروهای مسلح ارمنستان در جریان نبرد شوشی در سال ۱۹۹۲ بود.
دالیبالتایان در شهرک ارمنی‌نشین نینوتسمیندا در استان سامتسخه-جاواختی گرجستان در نزدیکی مرز با ارمنستان به دنیا آمد.
وی در ۱ سپتامبر ۲۰۱۵ در سن سالگی در ایروان درگذشت

## جوایز
وی برندهٔ جوایزی همچون جوایز زیر شده است.
- نشان پرچم سرخ
- مدال «برای دفاع از قفقاز»
- [۲]